# Jens Lodén
Jens Lodén, född 30 juli 1969 i Ängelholm, är en svensk musiker, basist, kompositör och musikproducent.
Han var medlem av det svenska bandet Agurk Players 1991-1995, spelade bas på Damn!'s två första album samt har arbetat med bland andra Mathias Landaeus, Sofi Hellborg, Per "Texas" Johansson och Behrang Miri. Albumet "Holon - Per 'Texas' Johansson remixad av Jens Lodén" blev år 2002 grammisnominerat i kategorin jazz/blues.

## Diskografi (urval)

### Jens Lodén
- Automatismism (Album, Ajabu! 2006)[3]
- Maximini (12" Sunset Diskos 2007)[4]
- Sender (Ep, Fine Art Recordings 2007)[5]
- First One (Ep, Fine Art Recordings 2008)
- Sender Remixes (Ep, Fine Art Recordings 2008)
- First One Remixes (Ep, Fine Art Recordings 2009)
- WORX (Album, Fine Art Recordings 2010)
- Yellow Fields (Ep, Szkn 2012)
- Exit (Ep, Szkn 2013)
- Doing Nothing (Ep, Mode33 Records 2013)
- Cycle X Ep (Ep, Loplay Recordings 2015)[6]
- To The Point (Album, Loplay Recordings 2015)[7]
- The 7 Minutes Project (Ep, Loplay Recordings 2016)

### Agurk Players
- 76.26 minutes with Agurk Players (FAPCD01, 1992)
- Bodyfunktion Mama (PPP0354, 1995)

### Reunion (Jens Lodén ochMathias Landaeus)
- Ignition/Cargo (Ep/12" Sonar Kollektiv 1999)
- Eona (Ep/12" Sonar Kollektiv 2000)
- Eona remixes (Ep/12" Sonar Kollektiv 2001)
- Strange Attention (Ep/12" Sonar Kollektiv 2003)
- RE: (LP/CD Sonar Kollektiv 2003)

### Övrig medverkan på utgivningar
- Damn! - Natural Sounds (Basist. Album, 1999)
- Per "Texas" Johansson - Holon / Per 'Texas' Johansson remixad av Jens Lodén(Producent och musiker. Album, EMI/Kaza 2001)[8]
- Damn! - Youth Style(Basist. Album 2004)[9]
- Behrang Miri - Boken om vårt liv (Producent/musiker/kompositör. Album 2008)[10]
- Sheharzad/Henrik Schwarz - Yalla Yalla (Producent/kompositör. Ep, Fine Art Recordings 2008)